# آله باگو
آل باگو (به لاتین: Ale Bagu) یک کوه در اتیوپی است که در منطقه اداری ۲ (عفر) واقع شده‌است. آل باگو ۱٬۰۳۱ متر بالاتر از سطح دریا واقع شده‌است.